# بنجامین گامپرتز
بنجامین گامپرتز (انگلیسی: Benjamin Gompertz؛ ‏ ۵ مارس ۱۷۷۹ – ۱۴ ژوئیهٔ ۱۸۶۵) دانشمند خودآموز ریاضیات و بیم‌سنج اهل پادشاهی متحد بریتانیای کبیر و ایرلند بود. همچنین او یکی از همکاران انجمن سلطنتی بود. گامپرتز بیشتر به دلیل قانون گامپرتز در مرگ و میر و مدل جمعیت‌شناسی که در ۱۸۲۵ منتشر کرد، معروف است.
وی همچنین برندهٔ جوایزی همچون همکار انجمن سلطنتی شده‌است.